# Beascós
Beascós (llamada oficialmente Santa Mariña de Veascós) es una parroquia y una aldea despoblada española del municipio de Carballedo, en la provincia de Lugo, Galicia.

## Organización territorial
La parroquia está formada por diecisiete entidades de población:

### Entidades de población
Entidades de población que forman parte de la parroquia:
- Acilleiros
- Albarín (Alvarín)
- A Placería
- A Raña
- Cambillán
- Carballidiño
- Ermida (A Ermida)
- Lamela
- Outerio (Outeiro)
- Riazón
- Sambreixo (San Breixo)
- Sancibrao (San Cibrao)
- Saramagal
- Ximonde

### Despoblados
Despoblados que forman parte de la parroquia:
- Beascós (Veascós)
- Busteliño
- Folgar (O Folgar)

## Demografía
| Gráfica de evolución demográfica de Beascós (parroquia) entre 2000 y 2019 |
|                                                                           |
| Datos según el nomenclátor publicado por el INE.                          |